# Сосницы (Владимирская область)
Сосницы — деревня в Муромском районе Владимирской области России, входит в состав Борисоглебского сельского поселения.

## География
Деревня расположена на берегу озера Коломищи, являющемся старицей Оки, в 25 км на северо-восток от центра поселения села Борисоглеб и в 40 км на северо-восток от Мурома.

## История
В окладных книгах 1678 года деревня входила в состав Боровицкого прихода, в ней было двор помещиков, 7 дворов крестьянских.
В конце XIX — начале XX века деревня входила в состав Боровицкой волости Гороховецкого уезда. В 1859 году в деревне числился 50 двор, в 1905 году — 90 дворов.
С 1929 года деревня входила в состав Польцовского сельсовета Фоминского района Горьковского края. С 1944 года — в составе Владимирской области, с 1965 года — в составе Муромского района, с 2005 года — в составе Борисоглебского сельского поселения.

## Население
| 1859 | 1897 | 1905 |
| ---- | ---- | ---- |
| 292  | 560  | 541  |

| 1859 | 1897 | 1905 | 1926 | 2002 | 2010 | 2021 |
| ---- | ---- | ---- | ---- | ---- | ---- | ---- |
| 292  | ↗560 | ↘541 | ↗547 | ↘20  | ↘7   | ↘4   |